# Юс большой

Фрагмент таблицы пасхалии на 1879—1893 гг.; ключ границ — последний столбец. 1888-й год (6-я снизу строка, набранная красным) отмечен большим юсом

Ѫ, ѫ (большой юс, болг. Голям юс, Голяма носовка) — буква исторической кириллицы. Обозначала звук [ɔ̃]. Используется в церковнославянских календарных таблицах (в так называемом ключе границ Пасхалии): там разные годы отмечены разными буквами, в зависимости от того, на какой день приходится праздник Пасхи; большой юс отмечает те редкие годы, в которые Пасха приходится на 24 апреля (ст. ст.): последний раз это было в 1888 году и снова будет только в 2051 году.
В старославянском глаголическом алфавите большой юс имеет вид  и считается 36-й буквой по порядку, в кириллице выглядит как  и занимает 37-ю позицию. Числового значения ни в глаголице, ни в кириллице не имеет. Иногда упоминается при перечислении букв церковнославянской азбуки; при этом место в алфавите может быть различным (часто не только после юса малого, а сразу за Ю). Глаголическое начертание происходит из лигатуры глаголических букв О и Ѧ ( и ) — в некоторых древнейших памятниках встречается соответствующее раздельное написание. Кириллическую форму обычно объясняют как повёрнутую по часовой стрелке на четверть круга глаголическую.
Название «большой юс» условное; из древности пришло только самое слово «юс», используемое в нынешних названиях четырёх букв (Ѧ, Ѫ, Ѩ, Ѭ).

## Фонетическое значение и варианты начертания
Первоначально большой юс обозначал носовой гласный [ɔ̃]. С X—XI вв. носовое произношение пропало: в древнерусском и древнесербском языке большой юс стал обозначать звук [у] и был заменён на букву У: рѫка — рука, дѫбъ — дубъ, в большинстве болгарских диалектов совпал с вариантами обычных гласных звуков, а в некоторых носовое произношение распалось на гласную + [н]/[м] (см. карту). Собственно носовые гласные звуки и буквы сейчас из всех славянских языков остались только в польском языке: ręka, dąb, хотя часто носовое произношение гласных и там исчезло или распалось на чистую гласную + [n]/[m]. С середины XII века большой юс исчез из русского письма, временно появился под влиянием болгарско-румынской книжности в XV веке (иногда рассматривался как вариант буквы Ю, причём как вариант предпочтительный из эстетических соображений), в XVII веке исчез окончательно.
В некоторых русских и болгарских надписях XI—XIII веков отмечено редчайшее начертание — юс большой без средней вертикальной черты. Причём по крайней мере у ряда писцов это был не вариант юса большого, а особая буква — это очевидно из новгородской берестяной грамоты № 778, представляющей собой азбуку. В этой грамоте юс без средней черты («полый юс большой») занимает своё собственное алфавитное место рядом с обычной буквой Ѫ.
Большой юс использовался в румынской кириллице (применявшейся до 1860-х годов), обозначая звук [ы]. От него отпочковалось инициальное ↑-образное начертание (со сжавшейся до нуля верхней частью, но выросшей под строку средней ножкой), которым передавали предлог и приставку în- (îm-), см. ын (кириллица).

## Новое время. Гражданский шрифт
В гражданском шрифте Петра I большого юса не было, так как эта буква в русском языке не употреблялась.
Однако в болгарском варианте гражданского шрифта конца XIX — первой половины XX века большой юс присутствует. Это связано с тем, что, хотя в болгарской письменности эта буква (называемый «голям юс», «голяма носовка», «широко ъ», «ъ-кръстато») одно время вышла из употребления, но вернулась в XIX веке (вместе с йотированным вариантом), когда создавали новый литературный болгарский язык и письменность для него, беря за образец старые пергаментные рукописи: «много полезно бы было Български-тѣ списатели дабы ся свѣстили ѿ прелесть-та, въ която сѫ паднали! И дабы ѡбърнали вниманіе-то си да изслѣдватъ Българскі-атъ языкъ, не вече въ печатаны-те церковны книгы, (които сѫ исправени по Русско-то произношеніе), но въ кожены-те стары рѫкописы, въ които є погребенно сѫкровище-то на днешный атъ Български языкъ». В современной болгарской письменности большой юс просуществовал до реформы 1945 года, хотя гласный к этому времени давно перестал быть носовым в большинстве диалектов. Носовое произношение сохранялось лишь в солунских и костурских говорах болгарского языка, которые оба использовались за пределами Болгарии (в Северной Греции), последние к тому же после войны рассматривается как вариант македонского, а не болгарского языка. В ходе реформы он был заменён в большинстве случаев на Ъ. Правила употребления несколько раз менялись; существовали списки слов, пишущихся через большой юс. Противники использования юса называли его «кулацкий Ъ» (болг. чорбаджийското Ъ).

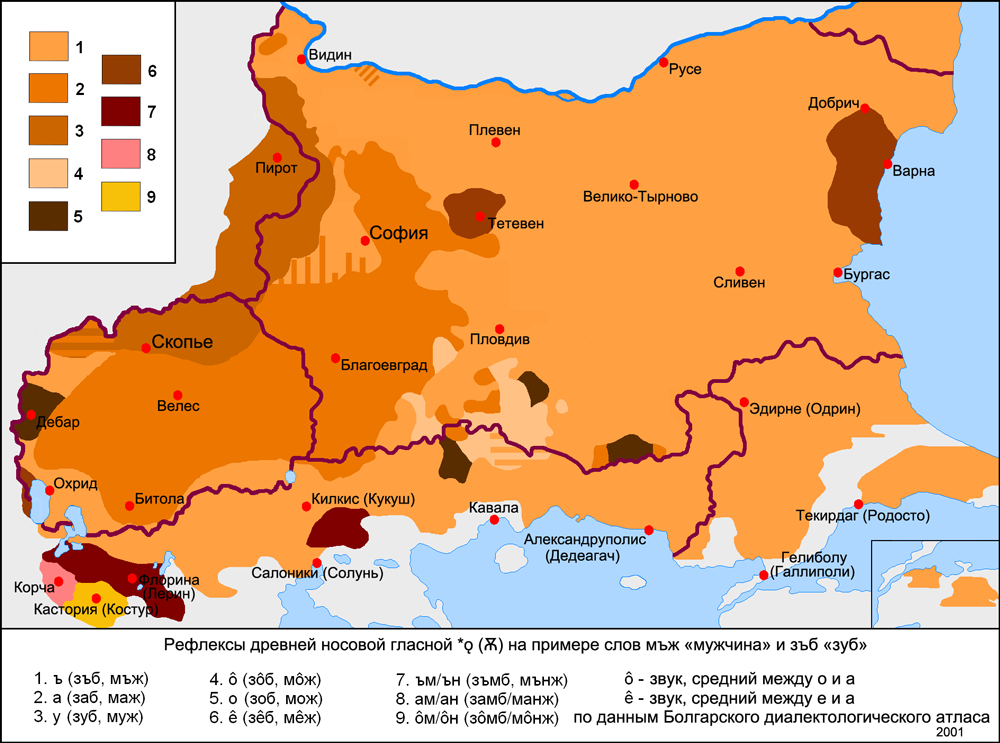
Рефлексы большого юса (голям юс) в болгарских и македонских диалектах

Полноценные болгарские гражданские шрифты с большим юсом возникли очень поздно; вплоть до 1870-х годов болгарские книги часто печатались шрифтом русского образца, к которому механически добавлялся юс подходящего размера из полууставной кириллицы.
Интересно, что, несмотря на отмену юса в болгарском правописании, он ещё как минимум 40 лет (до середины 1980-х) продолжал включаться в «комплект букв алфавитов русской графической основы народов СССР» и в «суммарный алфавит, принятый в СССР».

## Альтернативные названия
В церковнославянской азбуке большой юс могут называть просто «юс» (при этом малый юс называют «я»).
В литературе по филологии, палеографии и т. п. иногда для краткости вместо словосочетания «большой юс» используют условное написание «ѫс» (аналогичным образом вместо «малый юс» — «ѧс» и т. п.).
В некоторых хорватских источниках словом «юс» (jus) называют букву Ю, тогда как «настоящие» юсы именуются «эн» (малый), «ен» (малый йотированный), «он» (большой) и «ён» (большой йотированный) — en, jen, on, jon.

## Таблица кодов
Большой юс в стандартных 8-битовых кодировках отсутствует. Внесён в Юникод с самой первой версии под кодом 046A для заглавной и 046B для строчной буквы. Находится в блоке Кириллица (блок Юникода) (англ. Cyrillic).
В HTML прописную букву можно записать как &#1130; или &#x46A;, а строчную — как &#1131; или &#x46B;.